# NGC 7485
NGC 7485 este o galaxie situată în constelația Pegas. A fost descoperită în 19 august 1828 de către John Herschel.